# Zarzecze (rejon starosamborski)
Zarzecze (ukr. Заріччя; pol. hist. Zarzecza) – wieś w rejonie samborskim (wcześniej w rejonie starosamborskim) obwodu lwowskiego Ukrainy. Miejscowość liczy około 177 mieszkańców. Leży nad rzeką Strwiąż. Podlega suszyckiej silskiej radzie.
Od 1872 przez wieś przebiega linia kolejowa.